# James Coburn
James Harrison Coburn III (Laurel, 31 agosto 1928 – Beverly Hills, 18 novembre 2002) è stato un attore statunitense.
Alto e dallo sguardo sempre molto rilassato, sullo schermo Coburn si presentò spesso con una maschera minacciosa che gli permise di connotarsi come interprete di ruoli da duro, anche se, nella sua carriera, non disdegnò di recitare in alcune commedie di carattere brillante. È conosciuto al grande pubblico in particolare per aver interpretato la figura dell'agente Flint, epigono statunitense del più popolare agente segreto britannico James Bond, per il ruolo di Britt nel western I magnifici sette (1960) di John Sturges e per il ruolo del rivoluzionario irlandese John H. "Sean" Mallory nel film Giù la testa (1971), diretto da Sergio Leone.
Nel 1999 è stato insignito dell'Oscar al miglior attore non protagonista per Affliction, di Paul Schrader.

## Biografia
Coburn nacque a Laurel, nel Nebraska, il 31 agosto 1928, figlio di James Harrison Coburn II (1902–1975) e di sua moglie, Mylet S. Johnson (1900–1984). Suo padre era di ascendenza scozzese-irlandese, mentre sua madre era immigrata dalla Svezia; i suoi genitori gestivano un garage d'auto che venne compromesso dalla Grande depressione. Coburn crebbe a Compton, in California, dove frequentò il Compton Junior College.
Nel 1950 entrò nell'esercito statunitense come autiere e occasionalmente servì anche come disc jockey nella radio dell'esercito in Texas. Dopo aver seguito corsi di recitazione alla University of Southern California e aver frequentato in seguito la scuola drammatica di Stella Adler a New York, Coburn fece il suo debutto come attore teatrale. Tra il 1955 e il 1959 apparve anche in televisione, recitando in alcuni episodi di note serie televisive, quali Perry Mason e Bonanza.
Nel 1959 esordì sul grande schermo quale co-protagonista nel western L'albero della vendetta di Budd Boetticher, mentre l'anno successivo ottenne un importante ruolo nel film I magnifici sette (1960) di John Sturges, distinguendosi per il suo fisico asciutto e agile e per l'abilità del suo personaggio nel lanciare il coltello. Con Steve McQueen e Charles Bronson, co-interpreti dello stesso film, nel 1963 Coburn partecipò a La grande fuga, diretto nuovamente da John Sturges, nei panni del prigioniero australiano Sedgewick. Nello stesso anno recitò anche nel film di spionaggio Sciarada (1963), impersonando Tex, uno dei tre loschi avventurieri che minacciano la protagonista (Audrey Hepburn).
Coburn raggiunse l'apice della popolarità con l'interpretazione di alcuni film che ebbero come protagonista l'agente Flint, una sorta di alter ego americano dell'agente segreto britannico James Bond, nato dalla penna di Ian Fleming. Tuttavia, tra le sue grandi interpretazioni figurano anche molti film western, quali Giù la testa (1971) di Sergio Leone, Sierra Charriba (1965) e Pat Garrett e Billy Kid (1973) di Sam Peckinpah, Una ragione per vivere e una per morire (1972) di Tonino Valerii e La vecchia legge del West (1967) di William A. Graham, al pari di altri grandi film del cinema di guerra, come L'inferno è per gli eroi (1962) di Don Siegel e La croce di ferro (1977) di Sam Peckinpah. Sergio Leone, l'avrebbe voluto già per il ruolo di protagonista del film Per un pugno di dollari (1964) ma Coburn, che ormai aveva raggiunto una buona notorietà, aveva un cachet troppo alto per le disponibilità della produzione del primo spaghetti-western del regista romano, cosicché gli venne preferito Clint Eastwood, all'epoca semisconosciuto.
Nel 1999, grazie alla sua interpretazione di Glen Whitehouse nel film Affliction di Paul Schrader, vinse il premio Oscar al miglior attore non protagonista.

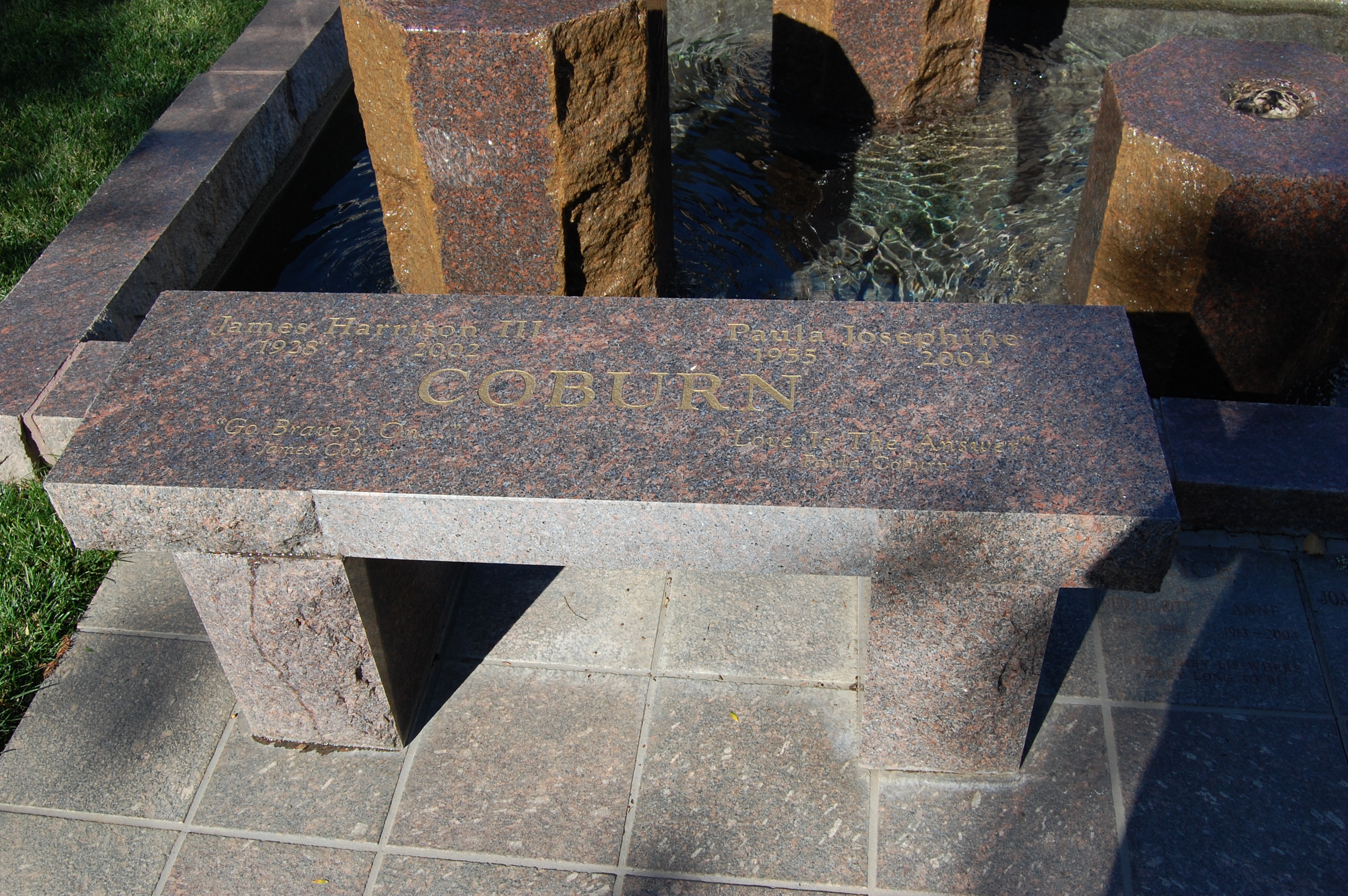
Tomba di James Coburn a Brentwood

Morì il 18 novembre 2002, all'età di 74 anni, a causa di un arresto cardiaco: negli ultimi tempi si era ritirato a vita privata per l'aggravarsi dell'artrite reumatoide, malattia di cui soffriva dal 1979. Dopo la cremazione, le sue ceneri sono state interrate nel Westwood Village Memorial Park Cemetery a Los Angeles.

## Vita privata
Nel 1959 sposò Beverly Kelly, da cui nel 1961 ebbe un figlio, James, anch'egli divenuto attore; nel 1979 divorziò dalla moglie e, in seguito, fu sentimentalmente legato alla cantante Lynsey de Paul, con cui scrisse le canzoni Melancholy Melon e Losin' the Blues for You, appartenenti all'album Tigers and Fireflies.
Nel 1993 si sposò con l'attrice Paula O'Hara (1955-2004), con la quale rimase unito fino alla propria morte. 
Molto nota era la passione che James Coburn nutriva per le auto, ereditata dal padre. Nel 1964 divenne proprietario di una Ferrari 250 Gt (telaio 2445GT) realizzata a Modena dalla Carrozzeria Sports Cars di Piero Drogo. Le vetture passarono in seguito al produttore cinematografico John Calley, presidente della Sony Pictures Entertainment.

## Filmografia

### Attore

#### Cinema

James Coburn e Bud Spencer in Una ragione per vivere e una per morire di Tonino Valerii (1972)

- L'albero della vendetta (Ride Lonesome), regia di Budd Boetticher (1959)
- Il volto del fuggiasco (Face of a Fugitive), regia di Paul Wendkos (1959)
- I magnifici sette (The Magnificent Seven), regia di John Sturges (1960)
- L'inferno è per gli eroi (Hell Is for Heroes), regia di Don Siegel (1962)
- La grande fuga (The Great Escape), regia di John Sturges (1963)
- Sciarada (Charade), regia di Stanley Donen (1963)
- I re del sole (Kings of the Sun), regia di J. Lee Thompson (1963) (Narratore) - Non accreditato
- Il codice della pistola (The Man From Galveston), regia di William Conrad (1963)
- Tempo di guerra, tempo d'amore (The Americanization of Emily), regia di Arthur Hiller (1964)
- Sierra Charriba (Major Dundee), regia di Sam Peckinpah (1965)
- Ciclone sulla Giamaica (A High Wind in Jamaica), regia di Alexander Mackendrick (1965)
- Il caro estinto (The Loved One), regia di Tony Richardson (1965)
- Il nostro agente Flint (Our Man Flint), regia di Daniel Mann (1966)
- Papà, ma che cosa hai fatto in guerra? (What Did You Do in the War, Daddy?), regia di Blake Edwards (1966)
- Alle donne piace ladro (Dead Heat on a Merry-Go-Round), regia di Bernard Girard (1966)
- A noi piace Flint (In Like Flint), regia di Gordon Douglas (1967)
- La vecchia legge del West (Waterhole #3), regia di William A. Graham (1967)
- La folle impresa del dottor Schaefer (The President's Analyst), regia di Theodore J. Flicker (1967)
- Duffy, il re del doppio gioco (Duffy), regia di Robert Parrish (1968)
- Candy e il suo pazzo mondo (Candy), regia di Christian Marquand (1968)
- Uno sporco contratto (Hard Contract), regia di S. Lee Pogostin (1969)
- La poiana vola sul tetto (Last of the Mobile Hot Shots), regia di Sidney Lumet (1970)
- Giù la testa, regia di Sergio Leone (1971)
- Il caso Carey (The Carey Treatment), regia di Blake Edwards (1972)
- L'esibizionista (The Honkers), regia di Steve Ihnat (1972)
- Una ragione per vivere e una per morire, regia di Tonino Valerii (1972)
- Pat Garrett e Billy Kid (Pat Garrett and Billy the Kid), regia di Sam Peckinpah (1973)
- Un rebus per l'assassino (The Last of Sheila), regia di Herbert Ross (1973)
- Il professionista (Harry in Your Pocket), regia di Bruce Geller (1973)
- Progetto micidiale (The Internecine Project), regia di Ken Hughes (1974)
- Stringi i denti e vai! (Bite the Bullet), regia di Richard Brooks (1975)
- L'eroe della strada (Hard Times), regia di Walter Hill (1975)
- Gli uomini falco (Sky Riders), regia di Douglas Hickox (1976)
- Gli ultimi giganti (The Last Hard Men), regia di Andrew V. McLaglen (1976)
- La battaglia di Midway (Midway), regia di Jack Smight (1976)
- La croce di ferro (Cross of Iron), regia di Sam Peckinpah (1977)
- California Suite, regia di Herbert Ross (1978) - Non accreditato
- Bocca da fuoco (Firepower), regia di Michael Winner (1979)
- Ecco il film dei Muppet (The Muppet Movie), regia di James Frawley (1979)
- Goldengirl - La ragazza d'oro (Goldengirl), regia di Joseph Sargent (1979)
- Baltimore Bullet (The Baltimore Bullet), regia di Robert Ellis Miller (1980)
- Quattro passi sul lenzuolo (Loving Couples), regia di Jack Smight (1980)
- Mr. Patman, regia di John Guillermin (1980)
- Ad alto rischio (High Risk), regia di Stewart Raffill (1981)
- Troppo belle per vivere (Looker), regia di Michael Crichton (1981)
- L'avventura di Martin (Martin's Day), regia di Alan Gibson (1985)
- Death of a Soldier, regia di Philippe Mora (1986)
- Tåg till himlen (Tåg till himlen), regia di Torgny Anderberg (1989)
- Young Guns II - La leggenda di Billy the Kid (Young Guns II), regia di Geoff Murphy (1990)
- Hudson Hawk - Il mago del furto (Hudson Hawk), regia di Michael Lehmann (1991)
- I protagonisti (The Player), regia di Robert Altman (1992) - se stesso
- The Hit List, regia di William Webb (1993)
- L'ultimo inganno (Deadfall), regia di Christopher Coppola (1993)
- Sister Act 2 - Più svitata che mai (Sister Act 2: Back in the Habit), regia di Bill Duke (1993)
- Maverick, regia di Richard Donner (1994)
- Inganno fatale (The Set Up), regia di Strathford Hamilton (1995)
- The Disappearance of Kevin Johnson, regia di Francis Megahy (1996)
- L'eliminatore - Eraser (Eraser), regia di Chuck Russell (1996)
- Il professore matto (The Nutty Professor), regia di Tom Shadyac (1996)
- Keys to Tulsa, regia di Leslie Greif (1997)
- Affliction, regia di Paul Schrader (1998)
- Payback - La rivincita di Porter (Payback), regia di Brian Helgeland (1999) - Non accreditato
- Intrepid - La nave maledetta (Intrepid), regia di John Putch (2000)
- Proximity - Doppia fuga (Proximity), regia di Scott Ziehl (2001)
- L'ultimo gigolò (The Man from Elysian Fields), regia di George Hickenlooper (2001)
- Snow Dogs - 8 cani sotto zero (Snow Dogs), regia di Brian Levant (2002)
- American Gun, regia di Alan Jacobs (2002)

#### Televisione
- General Electric Theater – serie TV, episodio 6x30 (1958)
- The Restless Gun – serie TV, episodi 2x14-2x27 (1958-1959)
- The Rough Riders – serie TV, episodio 1x33 (1959)
- June Allyson Show (The DuPont Show with June Allyson) – serie TV, episodio 1x10 (1959)
- Wichita Town – serie TV, episodi 1x01-1x20 (1959-1960)
- Ricercato vivo o morto (Wanted: Dead or Alive) – serie TV, episodi 1x21-1x30-3x01 (1959-1960)
- Have Gun - Will Travel – serie TV, 2 episodi (1959-1960)
- Bonanza – serie TV, episodi 1x11-2x24-3x32 (1959-1962)
- The Texan – serie TV, episodio 2x17 (1960)
- Peter Gunn – serie TV, episodio 2x26 (1960)
- Bourbon Street Beat – serie TV, episodio 1x22 (1960)
- Men Into Space – serie TV, episodio 1x21 (1960)
- La valle dell'oro (Klondike) – serie TV (1960-1961)
- Carovana (Stagecoach West) – serie TV, episodio 1x14 (1961)
- Outlaws – serie TV, episodio 1x15 (1961)
- I detectives (The Detectives) – serie TV, episodio 2x15 (1961)
- The Aquanauts – serie TV, episodio 1x13 (1961)
- Cheyenne – serie TV, episodio 6x02 (1961)
- Ripcord – serie TV, episodio 1x19 (1962)
- Gli uomini della prateria (Rawhide) – serie TV, episodio 4x22 (1962)
- Scacco matto (Checkmate) – serie TV, episodio 2x23 (1962)
- The Dick Powell Show – serie TV, episodio 1x27 (1962)
- The Greatest Show on Earth – serie TV, episodio 1x07 (1963)
- Ai confini della realtà (The Twilight Zone) – serie TV, episodio 5x07 (1963)
- La parola alla difesa (The Defenders) – serie TV (1964)
- Il bacio della violenza (The Dain Curse), regia di E.W. Swackhamer – miniserie TV (1978)
- La valle delle bambole (Jacqueline Susann's Valley of the Dolls), regia di Walter Grauman – miniserie TV (1981)
- Digital Dreams, regia di Robert Dornhelm – film TV (1983)
- Malibu, regia di E.W. Swackhamer – miniserie TV (1983)
- Coppia di Jack (Draw!), regia di Steven Hilliard Stern – film TV (1984)
- La legge del padre (Sins of the Father), regia di Peter Werner – film TV (1985)
- Silverfox, regia di Rod Holcomb – film TV (1991)
- The Fifth Corner – serie TV, 2 episodi (1992)
- True Facts, regia di Dan Guntzelman – film TV (1992)
- Volo 232 - Atterraggio di emergenza (Crash Landing: The Rescue of Flight 232), regia di Lamont Johnson – film TV (1992)
- La signora in giallo (Murder, She Wrote) – serie TV, episodio 8x19 (1992)
- Mastergate, regia di Michael Engler – film TV (1992)
- Incontro di Natale (Christmas Reunion), regia di David Hemmings – film TV (1994)
- Ray Alexander: A Taste for Justice, regia di Gary Nelson – film TV (1994)
- Greyhounds, regia di Kim Manners – film TV (1994)
- L'angelo della vendetta (The Avenging Angel), regia di Craig R. Baxley – film TV (1995)
- Ray Alexander: A Menu for Murder, regia di Gary Nelson – film TV (1995)
- The Cherokee Kid, regia di Paris Barclay – film TV (1996)
- La seconda guerra civile americana (The Second Civil War), regia di Joe Dante – film TV (1997)
- Skeletons, regia di David DeCoteau – film TV (1997)
- Mr. Murder, regia di Dick Lowry – film TV (1998)
- L'arca di Noè (Noah's Ark), regia di John Irvin – film TV (1999)
- Shake, Rattle and Roll: An American Love Story, regia di Mike Robe – film TV (1999)
- La verità nascosta (Missing Pieces), regia di Carl Schenkel – film TV (2000)
- Walter e Henry (Walter and Henry), regia di Daniel Petrie – film TV (2001)

#### Cortometraggi
- Call from Space, regia di Richard Fleischer (1989)
- The Good Doctor (2000)
- The Yellow Bird (2001)

### Doppiatore
- Capitan Planet e i Planeteers (Captain Planet and the Planeteers) (1990-1993)- Looten Plunder
- Texas Rangers (2001) - Narratore
- Monsters & Co. (Monsters, Inc.) (2001)

### Sceneggiatore
- Messaggi da forze sconosciute (Circle of Iron) (1978)

## Riconoscimenti
- Premio Oscar
  - 1999 – Miglior attore non protagonista per Affliction
- Hollywood Walk of Fame
  - 1994 – Stella

## Doppiatori italiani
Nelle versioni in italiano delle opere in cui ha recitato, James Morrison è stato doppiato da:
- Glauco Onorato ne L'albero della vendetta, Il volto del fuggiasco, La grande fuga, Sciarada, La croce di ferro, Formula 1 - Febbre della velocità, Bocca da fuoco, Baltimore Bullet, Volo 232 - Atterraggio di emergenza, Sister Act 2 - Più svitata che mai, Affliction, L'ultimo gigolò, American Gun, Profiler - Intuizioni mortali
- Renato Turi ne Il nostro agente Flint, A noi piace Flint, La vecchia legge del West, Stringi i denti e vai!, L'eroe della strada
- Luciano De Ambrosis in Progetto micidiale, Troppo belle per vivere, L'ultimo inganno
- Giuseppe Rinaldi in Alle donne piace ladro, Giù la testa, Il professionista
- Pino Locchi in Ciclone sulla Giamaica, Hudson Hawk - Il mago del furto
- Sergio Tedesco ne Il caro estinto, Keys to Tulsa
- Sergio Graziani in Candy e il suo pazzo mondo, Quattro passi sul lenzuolo
- Emilio Cigoli in Una ragione per vivere e una per morire, Gli uomini falco
- Sergio Rossi ne La valle delle bambole, Il professore matto
- Renato Mori ne L'eliminatore - Eraser, L'arca di Noè
- Gianfranco Bellini ne I magnifici sette
- Cesare Barbetti ne L'inferno è per gli eroi
- Mario Bardella ne Il codice della pistola
- Aleardo Ward in Tempo di guerra, tempo d'amore
- Bruno Persa in Sierra Charriba
- Dario Penne in Pat Garrett e Billy Kid
- Rino Bolognesi ne Gli ultimi giganti
- Luigi Vannucchi ne La battaglia di Midway
- Michele Kalamera in Young Guns II - La leggenda di Billy the Kid
- Romano Ghini ne La signora in giallo
- Alessandro Rossi in The Hit List
- Carlo Sabatini in Maverick
- Bruno Alessandro ne La seconda guerra civile americana
- Pietro Biondi in Payback - La rivincita di Porter
- Gianni Musy in Proximity - Doppia fuga
- Vittorio Di Prima in Snow Dogs - 8 cani sotto zero

Da doppiatore è sostituito da:
- Emilio Cigoli in I re del sole
- Massimo Milazzo in Capitan Planet e i Planeteers
- Vittorio Di Prima in Monsters & Co.